# Lista odcinków serialu anime Black Lagoon
Artykuł zawiera listę wszystkich wyemitowanych odcinków telewizyjnego serialu anime Black Lagoon, wyprodukowanego na podstawie mangi autorstwa Reia Hiroe. Seria po raz pierwszy była emitowana w Japonii od 8 kwietnia do 24 czerwca 2006 w stacji Chiba TV, licząc łącznie 12 odcinków. Drugi sezon, zatytułowany Black Lagoon: The Second Barrage, również składający się z 12 odcinków, był emitowany w stacjach Sendai Television i Kyushu Asahi Broadcasting od 2 października do 18 grudnia 2006. Trzeci sezon zatytułowany Roberta’s Blood Trail składa się z 5 odcinków OVA, wydanych na nośnikach DVD między 17 lipca 2010 a 22 czerwca 2011. W Polsce serial był nadawany na kanale Hyper.

## Lista odcinków

### Sezon 1 (2006)
| №  | #  | Tytuł                                                              | Premiera         |
| -- | -- | ------------------------------------------------------------------ | ---------------- |
| 1  | 1  | Black Lagoon The Black Lagoon                                      | 9 kwietnia 2006  |
| 2  | 2  | Mangrowcowy raj Mangrove Heaven                                    | 16 kwietnia 2006 |
| 3  | 3  | Morski pościg Ring-Ding Ship Chase                                 | 23 kwietnia 2006 |
| 4  | 4  | Die Rückkehr des Adlers                                            | 30 kwietnia 2006 |
| 5  | 5  | Polowanie na orły i polujące orły Eagle Hunting and Hunting Eagles | 7 maja 2006      |
| 6  | 6  | Polowanie przy blasku księżyca Moonlit Hunting Grounds             | 14 maja 2006     |
| 7  | 7  | Tylko spokojnie! Calm Down, Two Men                                | 21 maja 2006     |
| 8  | 8  | Rasta Blasta                                                       | 28 maja 2006     |
| 9  | 9  | Zabójcza gosposia Maid to Kill                                     | 4 czerwca 2006   |
| 10 | 10 | Gosposia nie do pokonania The Unstoppable Chambermaid              | 11 czerwca 2006  |
| 11 | 11 | Gotowi na rewolucję Lock’n Load Revolution                         | 18 czerwca 2006  |
| 12 | 12 | Partyzanci w dżungli Guerrillas in the Jungle                      | 25 czerwca 2006  |

### The Second Barrage(2006)
| №  | #  | Tytuł                                               | Premiera             |
| -- | -- | --------------------------------------------------- | -------------------- |
| 13 | 1  | Bliźniaki The Vampire Twins Comen                   | 3 października 2006  |
| 14 | 2  | Krwawa rozgrywka Bloodsport Fairytale               | 10 października 2006 |
| 15 | 3  | Łabędzia pieśń o świcie Swan Song at Dawn           | 17 października 2006 |
| 16 | 4  | Greenback Jane                                      | 24 października 2006 |
| 17 | 5  | Dziwadła z Roanapur The Roanapur Freakshow Circus   | 31 października 2006 |
| 18 | 6  | Dobra passa Benny’ego Mr. Benny’s Good Fortune      | 7 listopada 2006     |
| 19 | 7  | Gangsterski raj Fujiyama Gangsta Paradise           | 14 listopada 2006    |
| 20 | 8  | Sukcesja The Succession                             | 21 listopada 2006    |
| 21 | 9  | Córeczki tatusiów Two Father’s Little Soldier Girls | 28 listopada 2006    |
| 22 | 10 | Mroczna wieża The Dark Tower                        | 5 grudnia 2006       |
| 23 | 11 | Zemsta Snow White’s Payback                         | 12 grudnia 2006      |
| 24 | 12 | Rewolwerowcy The Gunslingers                        | 19 grudnia 2006      |

### Roberta’s Blood Trail(OVA; 2010–11)
| №  | # | Tytuł                                                          | Premiera         |
| -- | - | -------------------------------------------------------------- | ---------------- |
| 25 | 1 | Niezamierzona masakra Collateral Massacre                      | 17 lipca 2010    |
| 26 | 2 | Taktyka krawaciarza An Office Man’s Tactics                    | 30 września 2010 |
| 27 | 3 | Anioły na celowniku Angels in the Crosshairs                   | 7 stycznia 2011  |
| 28 | 4 | Przesycone pole ognia Oversaturation Kill Box                  | 11 marca 2011    |
| 29 | 5 | Kryptonim Raj, zaginiony w akcji Codename Paradise, Status MIA | 22 czerwca 2011  |